# ان‌جی‌سی ۷۶۷۹
ان‌جی‌سی ۷۶۷۹ (انگلیسی: NGC 7679) یک کهکشان عدسی شکل در صورت فلکی ماهی است که در فاصله ۲۰۰ میلیون سال نوری از زمین قرار دارد. این کهکشان در ۲۳ سپتامبر ۱۸۶۴ توسط هاینریش لویی داره کشف شد.